# جو أولريش
جو أولريش (بالإنجليزية: Joe Ulrich)‏ (9 يناير 1961 ببكبسي في الولايات المتحدة - ) هو لاعب كرة قدم أمريكي في مركز الدفاع. لعب مع نيويورك آروز ‏ وDallas Sidekicks (1984–2004) ‏.